# Liste der Kulturdenkmäler in Hauroth
In der Liste der Kulturdenkmäler in Hauroth sind alle Kulturdenkmäler der rheinland-pfälzischen Ortsgemeinde Hauroth aufgeführt. Grundlage ist die Denkmalliste des Landes Rheinland-Pfalz (Stand: 21. September 2023).

## Einzeldenkmäler
| Bezeichnung              | Lage                        | Baujahr         | Beschreibung                                                                            | Bild |
| ------------------------ | --------------------------- | --------------- | --------------------------------------------------------------------------------------- | ---- |
| Kapelle St. Bartholomäus | Kirchstraße 2 Lage          | 1950/51         | Saalbau, 1950/51                                                                        | BW   |
| Kapelle                  | nordwestlich des Ortes Lage | 18. Jahrhundert | Kapelle; innen Dreifaltigkeitsrelief, 18. Jahrhundert; davor Grabkreuz, 18. Jahrhundert | BW   |